# Olympische Sommerspiele 2020/Teilnehmer (Peru)
| Gelbes Symbol für Goldmedaillen mit stilisierten Olympischen Ringen | Graues Symbol für Silbermedaillen mit stilisierten Olympischen Ringen | Braundes Symbol für Bronzemedaillen mit stilisierten Olympischen Ringen |
| ------------------------------------------------------------------- | --------------------------------------------------------------------- | ----------------------------------------------------------------------- |
| —                                                                   | —                                                                     | —                                                                       |

Peru nahm an den Olympischen Spielen 2020 in Tokio mit 35 Sportlern in 17 Sportarten teil. Es war die insgesamt 20. Teilnahme an Olympischen Sommerspielen sein.

## Teilnehmer nach Sportarten

### Badminton
| Athleten       | Wettbewerb | Gruppenphase     | Gruppenphase       | Gruppenphase | Gruppenphase | Achtelfinale  | Achtelfinale  | Viertelfinale | Viertelfinale | Halbfinale    | Halbfinale    | Finale        | Finale        | Rang          |
| Athleten       | Wettbewerb | Gegner           | Ergebnis           | Punkte       | Rang         | Gegner        | Ergebnis      | Gegner        | Ergebnis      | Gegner        | Ergebnis      | Gegner        | Ergebnis      | Rang          |
| -------------- | ---------- | ---------------- | ------------------ | ------------ | ------------ | ------------- | ------------- | ------------- | ------------- | ------------- | ------------- | ------------- | ------------- | ------------- |
| Frauen         |            |                  |                    |              |              |               |               |               |               |               |               |               |               |               |
| Daniela Macías | Einzel     | B. Ongbumrungpan | 0:2 (4:21, 9:21)   | 45:84        | 3            | ausgeschieden | ausgeschieden | ausgeschieden | ausgeschieden | ausgeschieden | ausgeschieden | ausgeschieden | ausgeschieden | ausgeschieden |
| Daniela Macías | Einzel     | K. Kuuba         | 0:2 (19:21, 13:21) | 45:84        | 3            | ausgeschieden | ausgeschieden | ausgeschieden | ausgeschieden | ausgeschieden | ausgeschieden | ausgeschieden | ausgeschieden | ausgeschieden |

### Boxen
| Athleten         | Wettbewerb              | 1. Runde     | 1. Runde | Achtelfinale   | Achtelfinale  | Viertelfinale | Viertelfinale | Halbfinale    | Halbfinale    | Finale        | Finale        | Rang |
| Athleten         | Wettbewerb              | Gegner       | Ergebnis | Gegner         | Ergebnis      | Gegner        | Ergebnis      | Gegner        | Ergebnis      | Gegner        | Ergebnis      | Rang |
| ---------------- | ----------------------- | ------------ | -------- | -------------- | ------------- | ------------- | ------------- | ------------- | ------------- | ------------- | ------------- | ---- |
| Männer           |                         |              |          |                |               |               |               |               |               |               |               |      |
| Leodan Pezo      | Leichtgewicht bis 63 kg | S. Safiullin | 0:5      | ausgeschieden  | ausgeschieden | ausgeschieden | ausgeschieden | ausgeschieden | ausgeschieden | ausgeschieden | ausgeschieden | 17   |
| José María Lúcar | Schwergewicht bis 91 kg | Freilos      | Freilos  | A. Abduljabbar | 0:5           | ausgeschieden | ausgeschieden | ausgeschieden | ausgeschieden | ausgeschieden | ausgeschieden | 9    |

### Fechten
| Athleten         | Wettbewerb   | 1. Runde | 1. Runde | 2. Runde    | 2. Runde | Achtelfinale  | Achtelfinale  | Viertelfinale | Viertelfinale | Halbfinale / Klassifikation | Halbfinale / Klassifikation | Finale / Platzierung | Finale / Platzierung | Rang          |
| Athleten         | Wettbewerb   | Gegner   | Ergebnis | Gegner      | Ergebnis | Gegner        | Ergebnis      | Gegner        | Ergebnis      | Gegner                      | Ergebnis                    | Gegner               | Ergebnis             | Rang          |
| ---------------- | ------------ | -------- | -------- | ----------- | -------- | ------------- | ------------- | ------------- | ------------- | --------------------------- | --------------------------- | -------------------- | -------------------- | ------------- |
| Frauen           |              |          |          |             |          |               |               |               |               |                             |                             |                      |                      |               |
| María Luisa Doig | Degen Einzel | Freilos  | Freilos  | Vivian Kong | 11:15    | ausgeschieden | ausgeschieden | ausgeschieden | ausgeschieden | ausgeschieden               | ausgeschieden               | ausgeschieden        | ausgeschieden        | ausgeschieden |

### Gewichtheben
| Athleten     | Wettbewerb              | Reißen  | Reißen | Stoßen  | Stoßen | Zweikampf | Zweikampf | Rang |
| Athleten     | Wettbewerb              | Gewicht | Rang   | Gewicht | Rang   | Gewicht   | Rang      | Rang |
| ------------ | ----------------------- | ------- | ------ | ------- | ------ | --------- | --------- | ---- |
| Männer       |                         |         |        |         |        |           |           |      |
| Marcos Rojas | Bantamgewicht bis 61 kg | 105 kg  | 14     | 135 kg  | 12     | 240 kg    | 12        | 12   |

### Judo
| Athleten      | Wettbewerb | 1. Runde | 1. Runde | 2. Runde | 2. Runde | Achtelfinale  | Achtelfinale  | Viertelfinale | Viertelfinale | Halbfinale / Trostrunde | Halbfinale / Trostrunde | Finale / Platz 3 | Finale / Platz 3 | Rang |
| Athleten      | Wettbewerb | Gegner   | Ergebnis | Gegner   | Ergebnis | Gegner        | Ergebnis      | Gegner        | Ergebnis      | Gegner                  | Ergebnis                | Gegner           | Ergebnis         | Rang |
| ------------- | ---------- | -------- | -------- | -------- | -------- | ------------- | ------------- | ------------- | ------------- | ----------------------- | ----------------------- | ---------------- | ---------------- | ---- |
| Männer        |            |          |          |          |          |               |               |               |               |                         |                         |                  |                  |      |
| Juan Postigos | bis 66 kg  | N. Katz  | 0s1:10s2 | —        | —        | ausgeschieden | ausgeschieden | ausgeschieden | ausgeschieden | ausgeschieden           | ausgeschieden           | ausgeschieden    | ausgeschieden    | 17   |

### Karate

#### Kumite
| Athleten         | Wettbewerb       | Gruppenphase | Gruppenphase | Halbfinale    | Halbfinale    | Finale        | Finale        | Rang |
| Athleten         | Wettbewerb       | Punkte       | Rang         | Gegner        | Ergebnis      | Gegner        | Ergebnis      | Rang |
| ---------------- | ---------------- | ------------ | ------------ | ------------- | ------------- | ------------- | ------------- | ---- |
| Frauen           |                  |              |              |               |               |               |               |      |
| Alexandra Grande | Kumite bis 61 kg | 2            | 4            | ausgeschieden | ausgeschieden | ausgeschieden | ausgeschieden | 7    |

### Leichtathletik
Laufen und Gehen 
| Athleten          | Wettbewerb  | Runde 1 | Runde 1 | Halbfinale | Halbfinale | Finale    | Finale | Rang |
| Athleten          | Wettbewerb  | Zeit    | Rang    | Zeit       | Rang       | Zeit      | Rang   | Rang |
| ----------------- | ----------- | ------- | ------- | ---------- | ---------- | --------- | ------ | ---- |
| Frauen            |             |         |         |            |            |           |        |      |
| Mary Luz Andia    | 20 km Gehen | —       | —       | —          | —          | 1:35:25 h | 24     | 24   |
| Kimberly García   | 20 km Gehen | —       | —       | —          | —          | DNF       | DNF    | DNF  |
| Leydi Guerra      | 20 km Gehen | —       | —       | —          | —          | 1:38:10 h | 36     | 36   |
| Jovana de la Cruz | Marathon    | —       | —       | —          | —          | 2:36:38 h | 40     | 40   |
| Gladys Tejeda     | Marathon    | —       | —       | —          | —          | 2:34:21 h | 27     | 27   |
| Männer            |             |         |         |            |            |           |        |      |
| Luis Henry Campos | 20 km Gehen | —       | —       | —          | —          | 1:30:58 h | 43     | 43   |
| César Rodríguez   | 20 km Gehen | —       | —       | —          | —          | 1:24:40 h | 21     | 21   |
| Cristhian Pacheco | Marathon    | —       | —       | —          | —          | 2:22:12 h | 60     | 60   |

### Radsport

#### Straße
| Athleten       | Wettbewerb    | Zeit | Rang |
| -------------- | ------------- | ---- | ---- |
| Männer         |               |      |      |
| Royner Navarro | Straßenrennen | DNF  | –    |

### Ringen

#### Freier Stil
Legende: G = Gewonnen, V = Verloren, S = Schultersieg
| Athleten        | Wettbewerb       | Achtelfinale | Achtelfinale | Viertelfinale | Viertelfinale | Halbfinale    | Halbfinale    | Hoffnungsrunde Halbfinale | Hoffnungsrunde Halbfinale | Hoffnungsrunde Finale | Hoffnungsrunde Finale | Finale        | Finale        | Rang |
| Athleten        | Wettbewerb       | Gegner       | Ergebnis     | Gegner        | Ergebnis      | Gegner        | Ergebnis      | Gegner                    | Ergebnis                  | Gegner                | Ergebnis              | Gegner        | Ergebnis      | Rang |
| --------------- | ---------------- | ------------ | ------------ | ------------- | ------------- | ------------- | ------------- | ------------------------- | ------------------------- | --------------------- | --------------------- | ------------- | ------------- | ---- |
| Freistil Männer |                  |              |              |               |               |               |               |                           |                           |                       |                       |               |               |      |
| Pool Ambrocio   | Klasse bis 86 kg | Z. Lin       | V 0:11       | ausgeschieden | ausgeschieden | ausgeschieden | ausgeschieden | ausgeschieden             | ausgeschieden             | ausgeschieden         | ausgeschieden         | ausgeschieden | ausgeschieden | 15   |

### Rudern
| Athleten             | Wettbewerb | Vorlauf     | Vorlauf | Vorlauf       | Viertelfinale | Viertelfinale | Viertelfinale  | Halbfinale  | Halbfinale | Halbfinale    | Finale      | Finale | Rang |
| Athleten             | Wettbewerb | Zeit        | Platz   | Qualifikation | Zeit          | Platz         | Qualifikation  | Zeit        | Platz      | Qualifikation | Zeit        | Platz  | Rang |
| -------------------- | ---------- | ----------- | ------- | ------------- | ------------- | ------------- | -------------- | ----------- | ---------- | ------------- | ----------- | ------ | ---- |
| Männer               |            |             |         |               |               |               |                |             |            |               |             |        |      |
| Álvaro Torres Masias | Einer      | 7:07,92 min | 3       | Viertelfinale | 7:31,85 min   | 4             | Halbfinale C/D | 7:02,49 min | 1          | Finale C      | 7:03,69 min | 5      | 17   |

### Schießen
| Athleten            | Wettbewerb                   | Qualifikation   | Qualifikation | Finale          | Finale        | Rang |
| Athleten            | Wettbewerb                   | Ringe/ Scheiben | Rang          | Ringe/ Scheiben | Rang          | Rang |
| ------------------- | ---------------------------- | --------------- | ------------- | --------------- | ------------- | ---- |
| Männer              |                              |                 |               |                 |               |      |
| Marko Carrillo      | Luftpistole 10 Meter         | 569             | 29            | ausgeschieden   | ausgeschieden | 29   |
| Marko Carrillo      | Schnellfeuerpistole 25 Meter | 572             | 18            | ausgeschieden   | ausgeschieden | 18   |
| Alessandro de Souza | Trap                         | 118             | 27            | ausgeschieden   | ausgeschieden | 27   |
| Nicolás Pacheco     | Skeet                        | 122             | 8             | ausgeschieden   | ausgeschieden | 8    |

### Schwimmen
| Athleten         | Wettbewerb     | Vorlauf     | Vorlauf | Halbfinale    | Halbfinale    | Finale        | Finale        | Rang |
| Athleten         | Wettbewerb     | Zeit        | Rang    | Zeit          | Rang          | Zeit          | Rang          | Rang |
| ---------------- | -------------- | ----------- | ------- | ------------- | ------------- | ------------- | ------------- | ---- |
| Frauen           |                |             |         |               |               |               |               |      |
| McKenna de Bever | 100 m Rücken   | 1:02,09 min | 31      | ausgeschieden | ausgeschieden | ausgeschieden | ausgeschieden | 31   |
| McKenna de Bever | 200 m Lagen    | 2:15,86 min | 24      | ausgeschieden | ausgeschieden | ausgeschieden | ausgeschieden | 24   |
| Männer           |                |             |         |               |               |               |               |      |
| Joaquín Vargas   | 200 m Freistil | 1:49,93 min | 35      | ausgeschieden | ausgeschieden | ausgeschieden | ausgeschieden | 35   |
| Joaquín Vargas   | 400 m Freistil | 3:52,94 min | 25      | —             | —             | ausgeschieden | ausgeschieden | 25   |

### Segeln
| Athleten                         | Wettbewerb      | Qualifikation | Qualifikation | Medal Race    | Medal Race    | Punkte | Rang |
| Athleten                         | Wettbewerb      | Punkte        | Rang          | Punkte        | Rang          | Punkte | Rang |
| -------------------------------- | --------------- | ------------- | ------------- | ------------- | ------------- | ------ | ---- |
| Frauen                           |                 |               |               |               |               |        |      |
| María Belén Bazo                 | Windsurfen RS:X | 130           | 13            | ausgeschieden | ausgeschieden | 130    | 13   |
| Paloma Schmidt Gutiérrez         | Laser Radial    | 265           | 36            | ausgeschieden | ausgeschieden | 265    | 36   |
| Diana Tudela María Pia van Oordt | 49erFX          | 174           | 20            | ausgeschieden | ausgeschieden | 174    | 20   |
| Männer                           |                 |               |               |               |               |        |      |
| Stefano Peschiera                | Laser           | 177           | 25            | ausgeschieden | ausgeschieden | 177    | 25   |

### Skateboard
| Athleten    | Wettbewerb | Qualifikation | Qualifikation | Finale | Finale | Rang |
| Athleten    | Wettbewerb | Punkte        | Rang          | Punkte | Rang   | Rang |
| ----------- | ---------- | ------------- | ------------- | ------ | ------ | ---- |
| Männer      |            |               |               |        |        |      |
| Angelo Caro | Street     | 32,93         | 7             | 32,87  | 5      | 5    |

### Surfen
| Athleten         | Wettbewerb | 1. Runde | 1. Runde | 2. Runde | 2. Runde | 3. Runde      | 3. Runde      | Viertelfinale | Viertelfinale | Halbfinale    | Halbfinale    | Finale / Platz 3 | Finale / Platz 3 | Rang |
| Athleten         | Wettbewerb | Punkte   | Rang     | Punkte   | Rang     | Gegner        | Ergebnis      | Gegner        | Ergebnis      | Gegner        | Ergebnis      | Gegner           | Ergebnis         | Rang |
| ---------------- | ---------- | -------- | -------- | -------- | -------- | ------------- | ------------- | ------------- | ------------- | ------------- | ------------- | ---------------- | ---------------- | ---- |
| Frauen           |            |          |          |          |          |               |               |               |               |               |               |                  |                  |      |
| Daniella Rosas   | Shortboard | 7,50     | 4        | 8,14     | 5        | ausgeschieden | ausgeschieden | ausgeschieden | ausgeschieden | ausgeschieden | ausgeschieden | ausgeschieden    | ausgeschieden    | 19   |
| Sofía Mulánovich | Shortboard | 9,36     | 3        | 9,36     | 3        | C. Moore      | 9,90:10,34    | ausgeschieden | ausgeschieden | ausgeschieden | ausgeschieden | ausgeschieden    | ausgeschieden    | 9    |
| Männer           |            |          |          |          |          |               |               |               |               |               |               |                  |                  |      |
| Lucca Mesinas    | Shortboard | 11,40    | 1        | Freilos  | Freilos  | L. Fioravanti | 10,77:8,86    | O. Wright     | 12,74:7,83    | ausgeschieden | ausgeschieden | ausgeschieden    | ausgeschieden    | 5    |
| Miguel Tudela    | Shortboard | 10,67    | 2        | Freilos  | Freilos  | H. Ohhara     | 9,63:10,00    | ausgeschieden | ausgeschieden | ausgeschieden | ausgeschieden | ausgeschieden    | ausgeschieden    | 9    |

### Tennis
| Athleten            | Wettbewerb | 1. Runde       | 1. Runde | 2. Runde      | 2. Runde      | Achtelfinale  | Achtelfinale  | Viertelfinale | Viertelfinale | Halbfinale    | Halbfinale    | Finale / Platz 3 | Finale / Platz 3 |
| Athleten            | Wettbewerb | Gegner         | Ergebnis | Gegner        | Ergebnis      | Gegner        | Ergebnis      | Gegner        | Ergebnis      | Gegner        | Ergebnis      | Gegner           | Ergebnis         |
| ------------------- | ---------- | -------------- | -------- | ------------- | ------------- | ------------- | ------------- | ------------- | ------------- | ------------- | ------------- | ---------------- | ---------------- |
| Männer              |            |                |          |               |               |               |               |               |               |               |               |                  |                  |
| Juan Pablo Varillas | Einzel     | D. Schwartzman | 5:7, 4:6 | ausgeschieden | ausgeschieden | ausgeschieden | ausgeschieden | ausgeschieden | ausgeschieden | ausgeschieden | ausgeschieden | ausgeschieden    | ausgeschieden    |

### Turnen

#### Gerätturnen
| Athleten      | Wettbewerb       | Qualifikation | Qualifikation | Finale        | Finale        | Rang |
| Athleten      | Wettbewerb       | Punkte        | Rang          | Punkte        | Rang          | Rang |
| ------------- | ---------------- | ------------- | ------------- | ------------- | ------------- | ---- |
| Frauen        |                  |               |               |               |               |      |
| Ariana Orrego | Boden            | 12,066        | 68            | ausgeschieden | ausgeschieden | 68   |
| Ariana Orrego | Schwebebalken    | 12,066        | 65            | ausgeschieden | ausgeschieden | 65   |
| Ariana Orrego | Sprung           | 13,433        | –             | ausgeschieden | ausgeschieden | –    |
| Ariana Orrego | Stufenbarren     | 9,466         | 85            | ausgeschieden | ausgeschieden | 85   |
| Ariana Orrego | Mehrkampf Einzel | 47,031        | 74            | ausgeschieden | ausgeschieden | 74   |